# Skyland Estates
Skyland Estates – jednostka osadnicza w Stanach Zjednoczonych, w stanie Wirginia, w hrabstwie Warren.